# Gordonella kensleyi
Gordonella kensleyi är en kräftdjursart som beskrevs av Crosnier 1988. Gordonella kensleyi ingår i släktet Gordonella och familjen Solenoceridae. Inga underarter finns listade i Catalogue of Life.